# Roze hemelsleutel
De Roze hemelsleutel (Sedum spectabile, synoniem: Hylotelephium spectabile) is een groenblijvende plant uit de vetplantenfamilie (Crassulaceae). De soortaanduiding spectabile betekent 'prachtig'.
De plant komt in België en Nederland nauwelijks in het wild voor, maar kan opslaan uit tuinafval. In de plantenteelt wordt ze wel onder de naam 'hemelsleutel' te koop aangeboden, hoewel die naam alleen aan Sedum telephium toekomt.
In de volksmond werd de plant vroeger wel 'ijsplant' genoemd, deze naam wordt nu echter vaker voor Dorotheanthus bellidiformis gebruikt. Deze naam was mogelijk een letterlijke vertaling van het Engelse 'iceplant'.
De soort komt van nature voor in het oosten van China en in Korea.

## Beschrijving
De plant wordt 40–60 cm hoog. De bladeren zijn lepelvormig, vlezig en getand tot gaafrandig. De bloeiperiode valt in september en oktober De witte, vaalroze tot bruinrode, tweeslachtige bloemen groeien in een vertakt plat scherm, dat bij nadere bestudering een platte tuil is. Deze platte tuil wordt tot 20 cm breed.

## Tuin

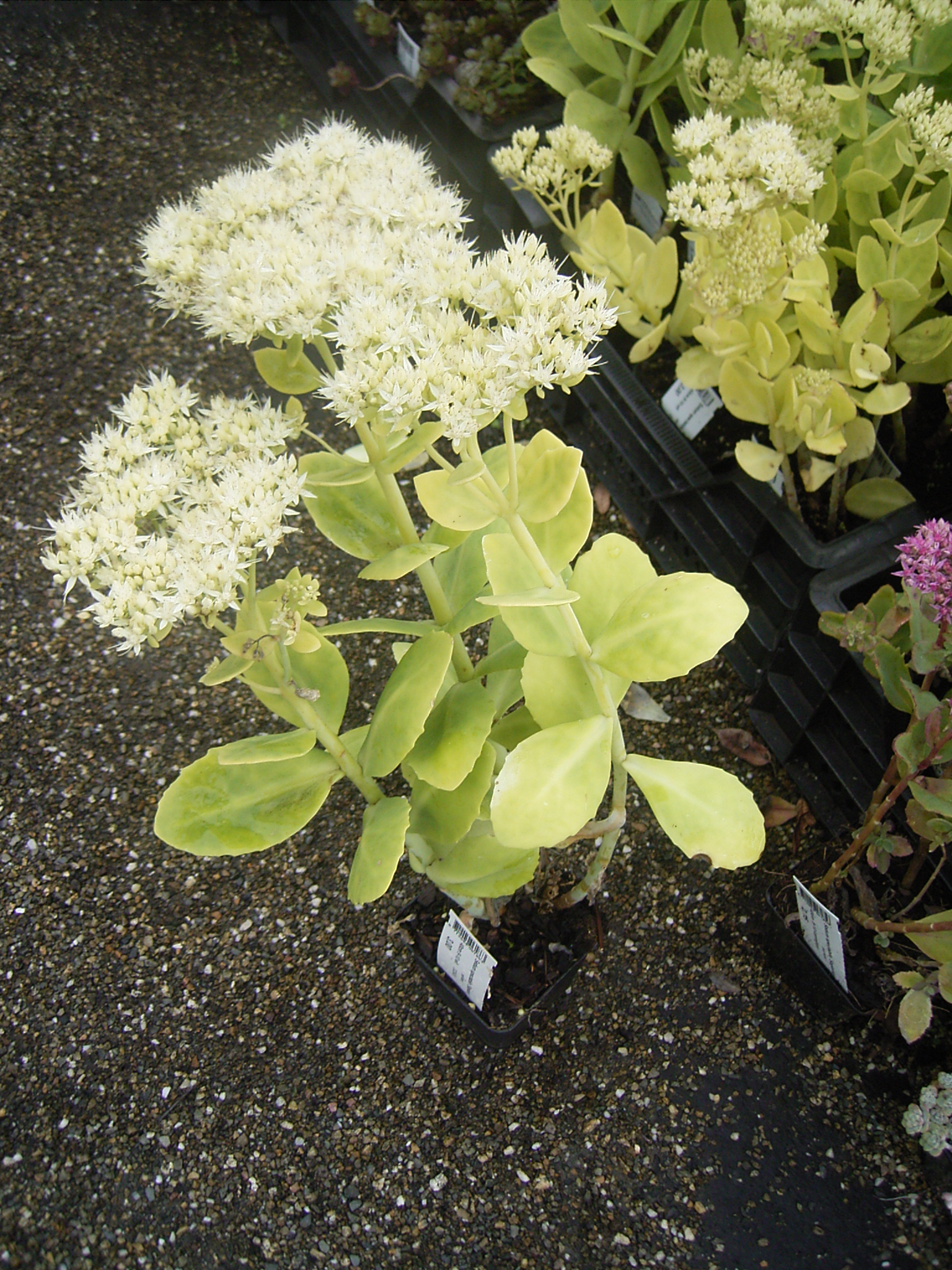
Cultivar Sedum spectabile 'Star dust' bij kwekerij Esveld

Het meest ziet men in tuinen de cultivar Sedum 'Herbstfreude'. Deze wordt in de Angelsaksische landen wel Sedum 'Autumn joy' genoemd. De hybride is ontstaan door een kruising van Sedum spectabile met Sedum telephium in 1955.
Voor gebruik in de tuin is een aantal cultivars (onder meer soorthybriden) ontwikkeld:
| Naam            | Bloemkleur                           | Bloeiperiode               | Hoogte (cm) | Opmerkingen                                                                                          |
| --------------- | ------------------------------------ | -------------------------- | ----------- | --- |
| 'Abendrot'      | Rood                                 | augustus-september         |             | |
| 'Brilliant'     | Roze                                 | september                  | 30-45       | Trekt vlinders aan                                                                                   |
| 'Carmen'        | Donkerroze                           | juli-september             | 30-40       | |
| 'Indian chief'  | Verschillend, meestal paars met roze |                            |             | |
| 'Iceberg '      | Wit tot witgeel                      | augustus - september       | 30-45       | Trekt vlinders aan                                                                                   |
| 'Lisa'          | Donkerrood                           | augustus-september         | 40          | door Barbara Jeyes, 1993. Bladeren aan de rand rood getint.                                          |
| 'Matrona'       | Roze tot rozerood                    |                            | 60 cm       | Vaste Plant van het jaar 2000, = Sedum 'Matrona'. Bladeren verkleuren van lichtgroen naar paarsrood. |
| 'Meteor'        | Roze                                 | oktober-november           | 45-60       | =sedum 'Meteor'                                                                                      |
| 'Pink Fairy'    | Roze                                 |                            |             | Trekt vlinders aan                                                                                   |
| 'Rosenteller'   | Rozerood                             | augustus-september         |             | |
| 'Septemberglut' | Karmijnrose                          | augustus-september-oktober | 40          | |
| 'Stardust'      | Wit                                  | september - oktober        | 20-40       | Trekt vlinders aan.                                                                                  |
| 'Steve Ward'    | Wit                                  | september - oktober        | 20-40       | Trekt vlinders aan                                                                                   |

... · 
S. acre (Muurpeper) · 
S. album (Wit vetkruid) · 
S. anacampseros (Liefdesvetkruid) · 
S. annuum · 
S. brevifolium · 
S. caeruleum · 
S. cepaea (Omgebogen vetkruid) · 
S. dasyphylum (Dik vetkruid) · 
S. forsterianum (Sierlijk vetkruid) · 
S. iwarenge · 
S. reflexum (Tripmadam) · 
S. sediforme · 
S. sexangulare (Zacht vetkruid) · 
S. spectabile (Roze hemelsleutel) · 
S. spurium (Roze vetkruid) · 
S. telephium (Hemelsleutel) · 
S. villosum · 
...